# Hans-Günther van Hooven

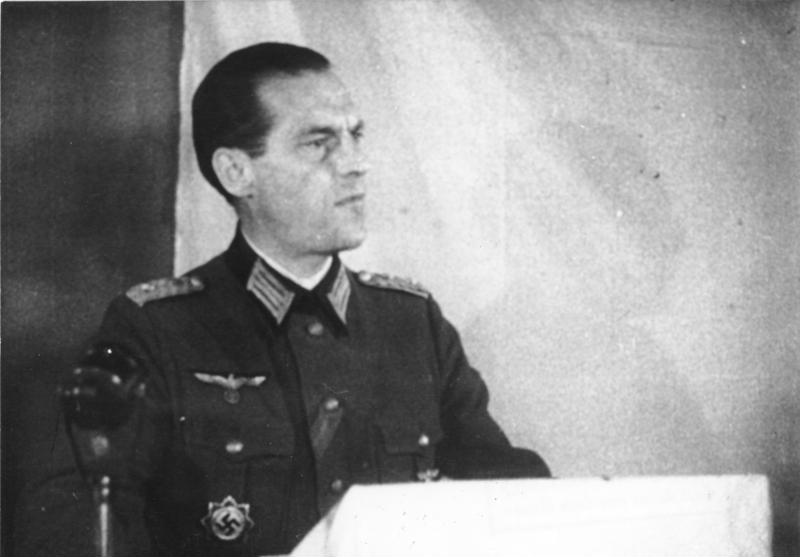
Oberst Hans-Günther van Hooven bei der Gründung des Bundes Deutscher Offiziere, September 1943

Hans-Günther van Hooven (* 27. Oktober 1896 in Berlin; † 27. September 1964) war ein deutscher Offizier, zuletzt Oberst der Wehrmacht im Zweiten Weltkrieg. Nach seiner Gefangennahme durch die Rote Armee war er Gründungsmitglied des Bundes Deutscher Offiziere und deren Vizepräsident von 1943 bis 1945.

## Leben
Als Sohn einer preußischen Beamten- und Offiziersfamilie meldete sich van Hooven zu Beginn des Ersten Weltkrieges als Kriegsfreiwilliger und stieg bis Kriegsende zum Oberleutnant auf. Anschließend war er leitender Angestellter in einer Königsberger Speditionsfirma und studierte Volkswirtschaft.
1935 wurde er als Hauptmann in die Wehrmacht reaktiviert. Als Oberst und Kommandeur einer Nachrichten-Abteilung wurde er am 28. Dezember 1942 als neuernannter Nachrichtenchef der 6. Armee in den Kessel von Stalingrad eingeflogen, wo er im Stab von Paulus das Ende der 6. Armee miterlebte.
In sowjetischer Kriegsgefangenschaft gehörte er im September 1943 zu den Gründungsmitgliedern des Bundes Deutscher Offiziere (BDO) und war dort Vizepräsident. Er war Mitunterzeichner der Gründungsdokumente des BDO und des »Aufrufes an die deutschen Generale und Offiziere! An Volk und Wehrmacht!« vom 12. September 1943. In einer Nachwahl wurde er zum Mitglied des NKFD gewählt, er gehörte dem geschäftsführenden Ausschuss an und wirkte im Winter 1944/45 als Frontbevollmächtigter an der Baltischen Front für die Rettung deutscher Soldaten aus dem Kurlandkessel.
Nach Auflösung des NKFD im November 1945 blieb er noch vier Jahre in der UdSSR, bevor er im April 1950 nach Deutschland zurückkehrte. Vom 1. Dezember 1950 bis zum Eintritt in den Ruhestand war er beim Reisebüro der DDR beschäftigt und dort für den Aufbau des internationalen Tourismus in der DDR verantwortlich.

## Nachweise
1. ↑  Biographische Details in Gottfried Hamacher unter Mitarbeit von André Lohmar, Herbert Mayer, Günter Wehner und Harald Wittstock: Gegen Hitler. Deutsche in der Résistance, in den Streitkräften der Antihitlerkoalition und der Bewegung »Freies Deutschland«, Kurzbiografien. Karl Dietz Verlag Berlin 2005, ISBN 3-320-02941-X online (Memento des Originals vom 5. Oktober 2007 im Internet Archive)  Info: Der Archivlink wurde automatisch eingesetzt und noch nicht geprüft. Bitte prüfe Original- und Archivlink gemäß Anleitung und entferne dann diesen Hinweis. (PDF; 894 kB) bzw. im DRAFD-Wiki

| Personendaten    | Personendaten                        |
| ---------------- | ------------------------------------ |
| NAME             | Hooven, Hans-Günther van             |
| KURZBESCHREIBUNG | deutscher Offizier, Mitglied des BDO |
| GEBURTSDATUM     | 27. Oktober 1896                     |
| GEBURTSORT       | Berlin                               |
| STERBEDATUM      | 27. September 1964                   |